# Грантс, Янис Ильмарович
Янис Ильмарович Грантс (род. 1 февраля 1968, Владивосток) — российский поэт.
Сын латыша, высланного из Латвии на Дальний Восток. Учился в Киевском государственном университете, Киевском училище связи, жил также в Кирове и Архангельске, в настоящее время живёт в Челябинске. Публиковался в журналах «Крещатик», «Урал», «Волга — XXI век», «Homo Legens», «Транзит-Урал», «Знамя», «Волга», «Нева», «День и ночь», «Южное сияние», «Кольцо А», «Лиterraтура», «Южный Урал». Автор сборников стихов «Мужчина репродуктивного возраста» (серия «Неопознанная земля», 2007), «Стихи на вырост»(Издательство Марины Волковой, 2011, совместно с Дмитрием Сиротиным, детская поэзия); «Бумень. Кажницы. Номага» ( Издательство Марины Волковой, 2012); «Стихи 2005-2014» (Издательство Марины Волковой, 2014, серия "Галерея уральской литературы"); «Конъюнктивит» (серия «Только для своих», Евразийский журнальный портал «МЕГАЛИТ», 2015).. Лауреат первого фестиваля литературы малых городов им. Виктора Толокнова (2006), региональных поэтических фестивалей «Новый Транзит» (2006), «Глубина» (2007), «Человеческий голос» (2007). . Лауреат Первой независимой литературной премии «П» (Челябинск, март, 2009), лауреат премии города Челябинска в области культуры и искусства «Золотая лира» за 2013 год (номинация «литературное творчество»); лауреат литературной премии имени М.М. Клайна за вклад в развитие южноуральской литературы для детей и юношества (2015, октябрь). Участник поэтического семинара «Северная Зона». Создатель литературного салона «Грабля» (Челябинск). Составитель коллективного сборника «На достаточных основаниях» (молодые поэты Челябинска, Издательство Марины Волковой, 2013).
По мнению критика Данилы Давыдова,

Синтаксические ряды для Грантса — не способ автоматизации или деавтоматизации высказывания, а способ проникновения к доязыковым, парамузыкальном, отчасти разговорным основам речи; впрочем, подобная утопия самим поэтом осмысливается как вполне требующая к себе иронического отношения.

Поэт Лариса Сонина, рецензируя книгу Грантса, отмечает, что

пронзительность интонации пусть приходит сама собой, без воздушных ям и провалов судьбы. Янис Грантс воспринял интонацию как бы из ниоткуда. Теперь его задача — не утяжелить этой интонацией собственную поэтическую судьбу.

Сам Грантс говорит о себе:

я отношусь к числу тех литераторов, которые не считают, что поэзия — это товар. Нужна колбаса, очки, чтобы видеть хорошо. А поэзия, она — как природа приливов и отливов. Никто на свете не знает, зачем они, но если их не будет, то не будет и нас в вами. То же с поэзией: она всегда была, есть и будет.